# Dorador

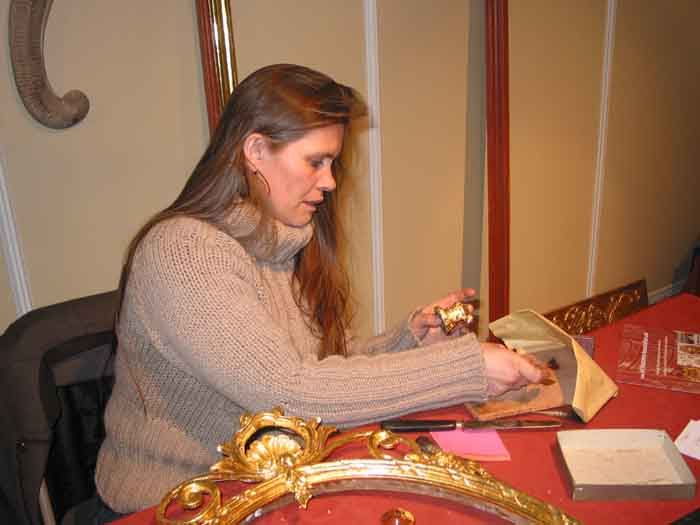
Doradora realizando su trabajo

El dorador es un especialista en aplicar una terminación dorada sobre madera u otros materiales para enriquecer su aspecto final. El dorador realiza un tratamiento de la superficie de los mismos a fin de aplicar a continuación el dorado. 
Las técnicas que puede utilizar son las siguientes:
- El dorado a la hoja o pan de oro es un método que permite aplicar metal sobre cualquier tipo de superficie.
- El dorado al mercurio permite dorar un objeto en bronce o en oro gracias a la aplicación de amalgama: mezcla de oro y mercurio. El mercurio es evaporado a continuación por el calor y el oro sigue estando vinculado íntimamente a las primeras capas moleculares del metal. Esta técnica de dorado puede inducir envenenamiento por mercurio.
- El dorado por electrólisis: la técnica de la electrólisis permite gracias a la corriente eléctrica depositar el oro sobre un objeto metálico a partir de una solución de agua, sales de oro y distintos productos químicos destinados a garantizar la conductibilidad eléctrica y el brillo del depósito.

Una de las obras más significativas, en cuanto al dorado, se trata del dorado de pasos, retablos, tronos y todo tipo de ornamentaciones derivadas de la Semana Santa. 